# Nemška okupacija Kanalskih otokov
Vojaška okupacija Kanalskih otokov s strani nacistične Nemčije je trajala večji del druge svetovne vojne, od 30. junija 1940 do osvoboditve 9. maja 1945. Bailiwick of Jersey in Bailiwick of Guernsey sta otoški državi in kronski odvisnosti blizu obale Normandije, obe otoški državi pa je zasedla Nemčija. Kanalski otoki so bili edini uradni del ozemlja Združenega kraljestva, ki ga je med vojno okupirala nacistična Nemčija. Vendar sta nemški zaveznici, fašistična Italija in Japonska, okupirali tudi ozemlja v Afriki in Aziji.   
V pričakovanju hitre zmage nad Veliko Britanijo so okupacijske nemške sile sprva izvajale razmeroma zmeren pristop do nejudovskega prebivalstva, pri čemer so jih podpirali lokalni kolaboranti. Sčasoma pa so se razmere slabšale, kar je privedlo do množičnih deportacij in prisilnega dela, vse to pa se je pozimi 1944 končalo s skorajšnjim stradanjem tako za okupirane prebivalce kot tudi za okupatorje.